# Brändö kyrka, Helsingfors
Brändö kyrka (finska: Kulosaaren kirkko) är en kyrka i Helsingfors. Den ritades av Bertel Jung och blev klar 1935. Kyrkan används av Herttoniemen seurakunta.
Altartavlan målades av William Lönnberg 1937.